# Geteiltblättriges Berufkraut
Das Geteiltblättrige Berufkraut (Erigeron compositus Pursh, Syn.: Cineraria lewisii Richardson, Erigeron gormanii Greene, Erigeron multifidus Rydb., Erigeron pedatus Nutt., engl. dwarf mountain fleabane, cutleaf daisy, trifid mountain fleabane) ist eine Pflanzenart aus der Gattung der Berufkräuter innerhalb der Familie der Korbblütler.

## Verbreitung und Lebensraum
Das Geteiltblättrige Berufkraut ist in der arktischen und in der alpinen Tundra anzutreffen.
Erigeron compositus wurde im Fernen Osten Russlands (Wrangelinsel und Autonomer Kreis der Tschuktschen) ebenso gefunden wie in Alaska, Grönland, großen Teilen Kanadas (alle drei Territorien in Nordkanada plus British Columbia, alle drei Prärieprovinzen, Quebec, Neufundland und Nova Scotia) sowie im Westen der Vereinigten Staaten (von der Pazifikküste ostwärts bis North Dakota, South Dakota, Colorado und New Mexico).

## Merkmale

### Vegetative Merkmale
Erigeron compositus ist eine ausdauernde Pflanze, die selten größer als 25 cm wird. Sie bildet eine Pfahlwurzel aus und verbreitet sich durch horizontale unterirdische Rhizome. Die aufrechten Stängel sind leicht behaart und leicht drüsig. Die mehr oder weniger feinborstigen bis fast kahlen Laubblätter sind verkehrt-ei- bis spatelförmig und bis vierteilig gelappt oder zerschnitten.

### Generative Merkmale
Eine Pflanze produziert im Allgemeinen nur einen Blütenkorb mit mehrkreisiger, borstiger, leicht drüsiger Hülle pro Stängel. Die Hüllblätter sind an der Spitze purpur-rötlich. Jeder Korb enthält 20–60 weiße, violette oder blaue, weibliche Zungenblüten, die manchmal reduziert sind und mit Röhrenblüten verwechselt werden. Die echten, zwittrigen Röhrenblüten sind gelb und sitzen im Zentrum des Pseudanthiums.